# Wohn- und Wirtschaftsgebäude Höfeweg 9
Das Wohn- und Wirtschaftsgebäude Höfeweg 9, im niedersächsischen Elsfleth-Butteldorf/Moordorf im Landkreis Wesermarsch stammt vom Ende des 19. Jahrhunderts.

Aktuell (2023) wird es als Wohnhaus genutzt.
Das Gebäude steht unter Denkmalschutz (siehe auch Liste der Baudenkmale in Butteldorf).

## Beschreibung und Geschichte
Die Marschhufensiedlung Moorriem mit der südwestlichen Bauerschaft Butteldorf erstreckt sich über etwa 16 Kilometer, wurde nach 1062 gegründet und erhielt im 14. Jahrhundert die heutige Struktur mit den schmalen, oft extrem langgestreckten Parzellen. Im Abstand von ca. 50 bis 100 Metern liegen zahlreiche Hofstellen auf Wurten.
Das eingeschossige kleine giebelständige Wohn- und Wirtschaftsgebäude auf einem baumbestandenen Grundstück, als Zweiständer-Hallenhaus in Fachwerk mit Steinausfachungen sowie Hochrähmgefüge mit durchgezapften Ankerbalken und mit auf profilierten Knaggen vorkragendem reetgedecktem Krüppelwalmdach mit einer Gaube und Niedersachsengiebeln stammt von 1782 (Inschrift).

Erbaut wurde das Haus für einen Kötner und im 20. Jh. zu einem Wohnhaus umgebaut. Bemerkenswert ist die niedrige Traufe, so dass am seitlichen Eingang die Traufe gaubenartig hochgezogen wurde.
Das Landesdenkmalamt befand: „… geschichtliche und städtebauliche Bedeutung … als beispielhaftes, aus dem späten 18. Jh. stammendes kleines Fachwerkhallenhaus einer Kötnerstelle …“

Kötner hatten nur geringen Landbesitz und verrichteten meist zusätzlich handwerkliche Arbeiten oder arbeiteten als Tagelöhner auf Bauern- und Herrenhöfen.